# Gaelscoil

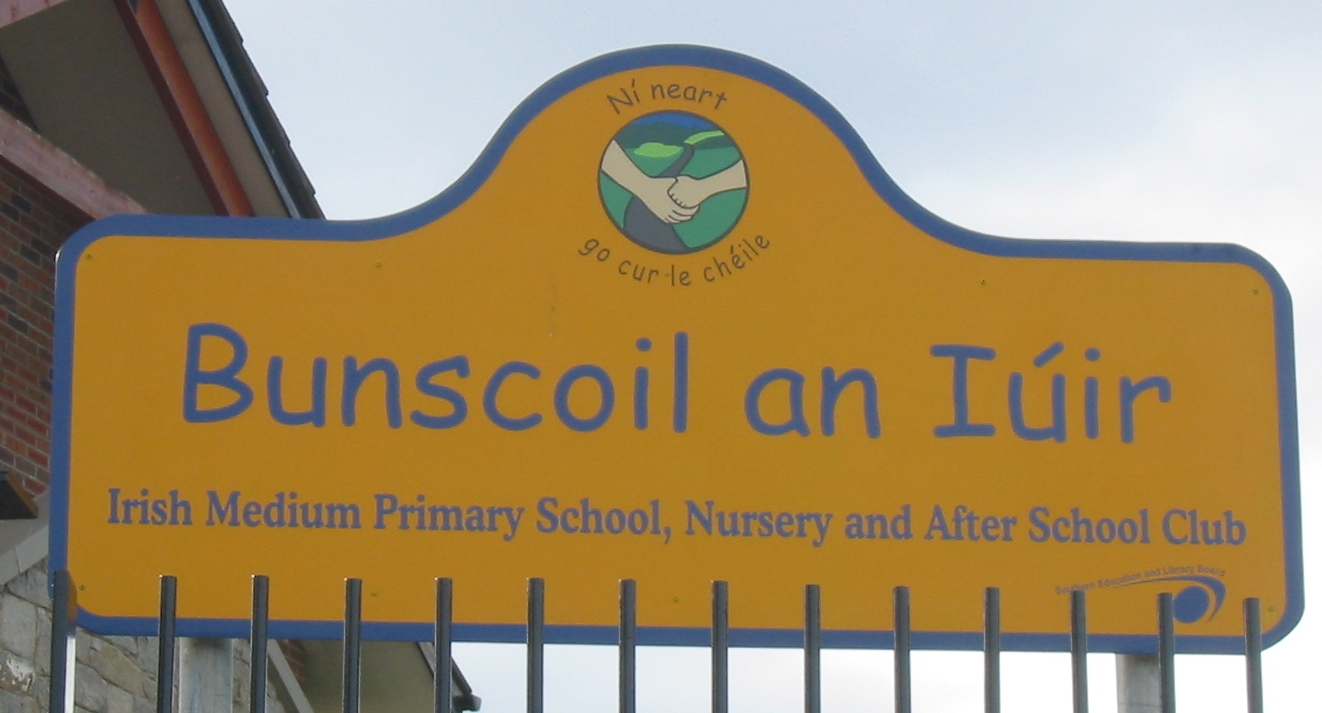
Bunscoil à Newry.

Une Gaelscoil (pluriel : gaelscoileanna, à ne pas confondre avec le gaélique écossais sgoil Gàidhlig), en français : « école gaélique », est le terme irlandais désignant une école, généralement mixte, où l'enseignement, donné en langue irlandaise, s'étend du primaire au secondaire. Il existe également des écoles maternelles, basées sur ce même principe, appelées Naíscoileanna. Toutes ces écoles se trouvent en dehors des Gaeltacht, régions où l'on parle le gaélique irlandais, aussi bien en république d'Irlande qu'en Irlande du Nord. La plupart de ces écoles sont sous le patronage du Foras Pátrunachta na Scoileanna LánGhaeilge.
En Irlande, les écoles du Gaeltacht ont toujours utilisé l'irlandais comme langue d'enseignement. En revanche, en dehors de ces zones, la plupart des écoles emploient l'anglais, qui est la langue maternelle de la majorité des élèves de ces régions. Cependant, même dans ces écoles, l'irlandais est une matière obligatoire, tout comme les mathématiques et l'anglais. Gaelscoileanna désigne des écoles où l'enseignement est dispensé en irlandais, dans des régions où la langue maternelle de la majorité des habitants est l'anglais. Il existe des écoles primaires gaéliques (bunscoileanna) et des collèges gaéliques (meánscoileanna), qui sont, en Irlande, les deux niveaux éducatifs avant le lycée (coláiste) et l'université (ollscoil).

## État actuel
Il y a 50 000 élèves dans les gaelscoils dans 368 écoles primaires et secondaires (dans les Gaeltachts et en dehors).
- Dans les Gaeltachts :  127 écoles primaires et 29 écoles secondaires avec 15 000 élèves/collégiens/lycéens.
- En dehors des Gaeltachts :  171 écoles primaires et 43 écoles secondaires avec 35 500 élèves/collégiens/lycéens.
- Naíonraí : 227 écoles maternelles avec 4 000 enfants.

## Écoles d'été
Il existe aussi des écoles d'été Coláistí Samhraidh. Parmi celles-ci, 47 sont réparties dans les quatre provinces, dans les régions Gaeltacht. Chaque année, environ 26 000 élèves passent trois semaines dans ces écoles où la langue irlandaise est la seule langue permise pendant leur séjour.

## Groupes de jeunes
L'association « Ógras » fournit un soutien aux enfants et jeunes entre 8 et 19 ans. Il y a 35 groupes pour les jeunes répartis en Irlande. Toutes les activités de ces groupes de jeunes sont encadrées uniquement en irlandais.

## En dehors desGaeltachts
En dehors des Gaeltachts, il y a actuellement plus de 35 500 élèves dans les gaelscoileanna, répartis dans 168 écoles primaires et 63 écoles secondaires, appelées gaelcholáistí (singulier gaelcholáiste), en français « collèges gaéliques », selon la répartition suivante :
|                                         | Ulster | Munster | Leinster | Connacht |
| --------------------------------------- | ------ | ------- | -------- | -------- |
| Bunscoileanna (écoles primaires)        | 41     | 46      | 63       | 18       |
| Iar-bhunscoileanna (écoles secondaires) | 11     | 22      | 17       | 13       |

Il y a actuellement, dans toute l'Irlande, neuf comtés qui ne possèdent pas d'école secondaire en langue irlandaise : Laois, Offaly, Leitrim, Roscommon, Cavan, Sligo, Longford, Fermanagh  et Down. Selon le département de l'Éducation de l'Irlande du Nord, en mai 2008, il ne resterait qu'un seul établissement secondaire de ce type dans le nord de l'Irlande : Coláiste Feirste, qui se trouve à Belfast.
Le comté de Leitrim a ouvert sa seconde gaelscoil en septembre 2007
Les gaelscoileanna sont apparues au début du XXe siècle, lors de la Renaissance gaélique. De nombreux linguistes préconisent le bilinguisme précoce, car il faciliterait chez l'enfant l'apprentissage d'autres langues. Quelques études ont montré que les enfants bilingues étaient aussi avantagés dans d'autres domaines par rapport aux enfants monolingues.

## Statistiques

### Écoles primaires
Sur les 470 000 élèves d'écoles primaires dans la république d'Irlande, 34 800 ont tous leurs cours en irlandais (ou gaélique) et 120 000 élèves ont au moins une matière (autre que l'irlandais) qui se déroule en irlandais. Cela veut dire que 7 % de la population scolaire reçoit une éducation entièrement par l'intermédiaire de l'irlandais et 33 % ont au moins une matière (en plus de l'irlandais) qui se déroule par l'intermédiaire de l'irlandais.
En Irlande : (7,4 %)
- 25 800 élèves sont dans des Gaelscoileanna (soit 5,4 %)
- 9 000 élèves sont dans des écoles Gaeltacht (soit 2 %)

En Irlande du Nord (Ulster) : (2 %)
- 2 653 élèves vont dans des Gaelscoileanna

### Écoles secondaires
Sur les 335 000 élèves de l'éducation secondaire dans la république d'Irlande, 9 932 se font enseigner toutes leurs matières en Irlandais. Cela représente 3 % d'élèves de toute la population scolaire. 
En Irlande : (3 %)
- 3 030 élèves vont dans des écoles Gaeltacht du secondaire
- 5 687 élèves vont dans des Gaelcholáistí
- 234 élèves ont quelques matières enseignées par l'intermédiaire de l'irlandais.

En Irlande du Nord (Ulster) : (0,5 %)
- 632 élèves vont dans des Gaelcholáistí